# Františka
Františka je ženské křestní jméno. Podle českého kalendáře má svátek 9. března.
Františka je ženským protějškem jména František (italsky Francesco), které původně nebylo běžným jménem, ale přezdívkou s významem malý Francouz. V dětství tak totiž říkali italskému chlapci Janu Bernardonemu, pozdějšímu Františku z Assisi, který se naučil francouzsky od své francouzské matky a vyřizoval v tomto jazyce svému otci veškerou obchodní korespondenci. Jeho jméno si poté, co začal být uctíván jako světec, dávali všichni, kdo ho obdivovali a chtěli následovat jeho příkladu, ženy nevyjímaje.
Ve světě jsou obdobou jména Fanny, Francine, Frances i Francisca.

## Domácí podoby
Fanny, Franciska, Iška, Francinka, Fanynka, Fanda, Franka, Francka

## Statistické údaje
Následující tabulka uvádí četnost jména v ČR a pořadí mezi ženskými jmény ve srovnání dvou roků, pro které jsou dostupné údaje MV ČR – lze z ní tedy vysledovat trend v užívání tohoto jména:
| Rok       | Četnost     | Pořadí   |
| 1999      | 25339       | 57.      |
| 2002      | 22582       | 62.      |
| Porovnání | o 2757 méně | o 5 hůře |
| 2006      | 17347       | 76.      |

Změna procentního zastoupení tohoto jména mezi žijícími ženami v ČR (tj. procentní změna se započítáním celkového úbytku žen v ČR za sledované tři roky 1999-2002) je -10,2%, což svědčí o značném poklesu obliby tohoto jména.

## Známé nositelky jména
- Františka Hrušovská, slovenská a československá odbojářka a politička
- Františka Jirousová, česká spisovatelka a knižní redaktorka
- Františka Kolářová-Vlčková, česká spisovatelka a profesorka
- Františka Orleánská, vévodkyně z Chartres
- Františka Pecháčková, česká spisovatelka
- Františka Plamínková, česká novinářka a politička
- Františka Římská, světice
- Františka Stránecká, česká spisovatelka a sběratelka lidového umění
- Františka Šimegová, slovenská a československá bezpartijní politička a poslankyně
- Františka Vrbenská, česká spisovatelka žánru sci-fi a fantasy
- Františka z Alençonu, nejstarší dcera Reného z Alençonu a Markéty Lotrinské
- Fráňa Zemínová – česká politička
- Franka Potente – německá herečka

## Jiné
- Huť Františka dřevouhelná vysoká pec z poloviny 18. století u Adamova.
- Francka, panna klíčnice z pohádky Anděl Páně